# Aufbewahrung von Waffen (Deutschland)
Die Waffenaufbewahrung bezeichnet die Lagerung bzw. Verwahrung von Waffen, während sie nicht transportiert bzw. geführt oder anderweitig verwendet werden. Je nach Art der Waffe und den entsprechenden Vorschriften erfolgt die Aufbewahrung in einem geeigneten Behältnis oder Raum. Schusswaffen werden üblicherweise in einem Waffenschrank aufbewahrt.
In Deutschland wird die Aufbewahrung von Schusswaffen im Waffengesetz (WaffG) und in der Allgemeinen Waffengesetz-Verordnung (AWaffV) geregelt.

## Historie

### Bis 2002
Am 1. Januar 1973 wurde mit dem Waffengesetz die Waffenbesitzkarte eingeführt und damit der private Waffenbesitz reguliert. Es gab allerdings keine Regelungen zur Aufbewahrung von Schusswaffen. Im Gesetz gab es nur den Grundsatz, dass diese Gegenstände gegen Abhandenkommen oder unbefugten Besitz durch Dritte gesichert werden müssen. Dies richtete sich aber vor allem an Waffenhersteller und Waffenhändler (§ 42 Waffengesetz vom 19. September 1972). Aufgrund der fehlenden Anforderungen an zertifizierte Sicherheitsbehältnisse war es daher üblich, Waffen lediglich in einem nicht abschließbaren Möbelstück (z. B. Kleiderschrank) oder einem anderen Behältnis aufzubewahren.
In den 1990er-Jahren fanden vermehrt Sicherheitsbehältnisse Verwendung, die speziell für die Aufbewahrung von Wertgegenständen und Schusswaffen vorgesehen waren. Bis zur Novellierung des Waffenrechts im Jahr 2002 waren diese Behältnisse jedoch nicht explizit vorgeschrieben.

### 2002 und 2003
Bereits in den 1990er-Jahren begann die Bundesregierung erneut mit der Überarbeitung des Waffenrechts in Deutschland, nachdem zuvor bereits zwei Entwürfe zur Änderung des Waffengesetzes verfasst, aber nicht weiter umgesetzt wurden. Mit einem ersten Gesetzentwurf im August 2001 zur Neuregelung des Waffenrechts wurden die vorgesehenen Regelungen bekanntgegeben und begründet. Fälle von unberechtigtem Waffenbesitz durch Schüler bzw. junger Erwachsener, die sich Zugriff zu den Waffen ihrer Väter verschafften und damit auf andere Personen schossen bzw. dies planten (Bad Reichenhall, Metten, Brannenburg, Plütscheid), gaben der Regierung Anlass, die Anforderungen an die Aufbewahrung von Schusswaffen verbindlich zu regeln. Neben der Verwendung von zertifizierten Waffenschränken wurde auch die getrennte Lagerung von Waffen und Munition als geeignetes Mittel zur Verhinderung einer raschen Entwendung dieser Gegenstände benannt, da eine Schusswaffe ohne die dazugehörige Munition nicht schussfähig ist.
Die Norm VDMA 24992 des Verbandes Deutscher Maschinen- und Anlagenbau, welche für die Klassifizierung von Sicherheitsbehältnissen maßgebend war, wurde zum Ende des Jahres 2002 aufgehoben und durch die europäische DIN-Norm EN 1143-1 mit neuen Anforderungen an die Herstellung von Sicherheitsbehältnissen ersetzt. Da die Zertifizierung von Behältnissen nach der VDMA-Norm jedoch zu dieser Zeit üblich und solche Behältnisse bereits in großer Anzahl bei Waffenbesitzern in Verwendung waren, wurden diese Behältnisse neben der neuen DIN-Norm auch weiterhin anerkannt und je nach Art und Menge der Waffen als gleichwertig eingestuft. Man wollte den Waffenbesitzern, die sich bereits einen Waffenschrank angeschafft hatten, eine erneute Investition ersparen, da vor allem der Diebstahlschutz durch das Vorhandensein eines Sicherheitsbehältnisses erhöht wurde, aber auch die nun eingeführte Trennung von Munition zu einem deutlich besseren Schutz vor Waffenmissbrauch führen sollte. Die Tatsache, dass nach Aufhebung der VDMA-Norm keine weiteren Behältnisse dieser Art mehr hergestellt und neu vertrieben würden, begünstigte diese Entscheidung.
Nachdem der Gesetzentwurf im Dezember 2001 zur Beratung in den Bundestag gebracht wurde, gab es im Mai 2002 aufgrund des Amoklaufs von Erfurt am 26. April 2002 eine erneute Debatte und Überarbeitung des Entwurfs. Schließlich wurde das Gesetz beschlossen und trat am 1. April 2003 in Kraft, einschließlich der Regelungen zur Aufbewahrung.
Behältnisse mit der Sicherheitsstufe B nach VDMA 24992 und mit Widerstandsgrad 0 nach DIN-Norm EN 1143-1 wurden als gleichwertig eingestuft, wobei für bis zu zehn Langwaffen auch ein Behältnis mit Sicherheitsstufe A nach VDMA 24992 ausreichend war. Behältnisse ohne ein Sicherheitszertifikat, die jedoch das gleiche Schutzniveau aufwiesen, wurden als gleichwertig eingestuft und durften entsprechend verwendet werden.
Die Waffenbehörden hatten nun auch erstmals die Möglichkeit, bei Anhaltspunkten einer mangelhaften Aufbewahrung, den Aufbewahrungsort des Waffenbesitzers aufzusuchen und die ordnungsgemäße Aufbewahrung zu kontrollieren (Aufbewahrungskontrollen ohne Anlass wurden erst später eingeführt). Der Waffenbesitzer war außerdem dazu verpflichtet, einen Nachweis über den Besitz eines geeigneten Behältnisses zur Aufbewahrung von Schusswaffen und Munition zu erbringen, sofern die Waffenbehörde dies verlangt.
Für Waffenbesitzer, die bisher keinen geeigneten Waffenschrank hatten, galt eine Übergangsfrist bis zum 31. August 2003, um ein entsprechendes Behältnis anzuschaffen.
Im neu erlassenen Waffengesetz wurde das BMI ermächtigt, eine Verordnung zur detaillierten Regelung der Anforderungen an die Aufbewahrung zu erlassen. Dies erfolgte im Oktober 2003 mit der Allgemeinen Waffengesetz-Verordnung (AWaffV). Die Aufbewahrung von Schusswaffen und Munition war ab Dezember 2003 wie folgt geregelt:
- Bis zu zehn erlaubnispflichtige Kurzwaffen oder verbotene Waffen mindestens in einem Behältnis mit Widerstandsgrad 0 nach DIN/EN 1143-1 oder Sicherheitsstufe B nach VDMA 24992, sofern das Gewicht des Behältnisses mindestens 200 kg beträgt oder es entsprechend verankert ist; ansonsten bis zu fünf Kurzwaffen oder verbotene Waffen. Bis zu fünf erlaubnispflichtige Kurzwaffen im Innenfach eines Behältnisses mit Sicherheitsstufe A nach VDMA 24992, sofern das Innenfach die Sicherheitsstufe B besitzt. Mehr als die genannte Anzahl an erlaubnispflichtigen Kurzwaffen mindestens in einem Behältnis mit Widerstandsgrad I nach DIN/EN 1143-1.
- Bis zu zehn erlaubnispflichtige Langwaffen mindestens in einem Behältnis mit Sicherheitsstufe A nach VDMA 24992. Mehr als zehn erlaubnispflichtige Langwaffen mindestens in einem Behältnis mit Widerstandsgrad 0 nach DIN/EN 1143-1.
- Erlaubnispflichtige Munition mindestens in einem Stahlblechbehältnis mit Schwenkriegelschloss oder einem gleichwertigen Behältnis; oder auch in einem getrennt abschließbaren Innenfach eines Waffenschrankes (bei Aufbewahrung von Kurzwaffen in einem Innenfach mit Stufe B nach VDMA 24992 dort ebenfalls Munition zusammen mit den Waffen; in anderen Behältnissen Munition getrennt von den Waffen).
- Bis zu drei erlaubnispflichtige Langwaffen in einem Behältnis mit Widerstandsgrad I nach DIN/EN 1143-1, sofern das Gebäude nicht dauerhaft bewohnt wird (z. B. Jagdhütte).
- Die Waffenbehörde kann im Einzelfall höhere oder geringere Anforderungen an die Aufbewahrung stellen, beispielsweise bei einer Waffenausstellung.
- Falls die gesetzlichen Anforderungen an die Aufbewahrung eine „besondere Härte“ darstellen, soll die Waffenbehörde geringere Anforderungen festsetzen.
- Personen, die in häuslicher Gemeinschaft leben, dürfen ihre Waffen oder Munition gemeinsam aufbewahren.

### 2009
Der Amoklauf von Winnenden am 11. März 2009 führte zu einer Verschärfung der waffenrechtlichen Vorschriften, insbesondere im Hinblick auf die Kontrolle der Aufbewahrung. Der 17-jährige Täter hatte unbefugten Zugriff auf eine Schusswaffe seines Vaters, da diese nicht ordnungsgemäß aufbewahrt wurde. Die Kontrolle der sicheren Aufbewahrung durch die Waffenbehörde, die bislang nur in Verdachtsfällen vorgesehen war, wurde daher auf eine grundsätzliche, verdachtsunabhängige Aufbewahrungskontrolle ausgeweitet, sodass der Waffenbesitzer jederzeit mit dem unangekündigten Besuch der Waffenbehörde rechnen muss, um die sichere Verwahrung von Waffen und Munition zu überprüfen (außer in der Nacht zwischen 21 und 6 Uhr und an Sonn- und Feiertagen). Da die verdachtsunabhängigen Kontrollen im öffentlichen Interesse liegen, werden dem Waffenbesitzer hierfür keine Gebühren in Rechnung gestellt. Außerdem muss der Nachweis der Aufbewahrung nun grundsätzlich vorgelegt werden und nicht erst, wenn die Behörde dies verlangt.

### 2017
Bei der Anpassung des Waffengesetzes 2017 wurden zur Übersichtlichkeit und einfacheren Gesetzgebung sämtliche Anforderungen an Sicherheitsbehältnisse aus § 36 WaffG gestrichen und stattdessen vollständig durch die AWaffV geregelt. Die Behältnisse nach der Norm VDMA 24992, welche seit mittlerweile etwa 15 Jahren nicht mehr gültig war, waren nun ebenfalls nicht mehr im Regelwerk erfasst; bereits in Verwendung befindliche Behältnisse jedoch durch die Besitzstandswahrung (auch Bestandsschutz) weiterhin zulässig. In der AWaffV war nun auch erstmals beschrieben, dass Waffen ungeladen aufzubewahren sind; dies war bereits gängige Praxis, aber noch nicht gesetzlich festgeschrieben.
Die zum 6. Juli 2017 geänderten Anforderungen an die Aufbewahrung gelten seitdem nahezu unverändert.

## Grundsätzliche Vorschriften
Jeder Waffenbesitzer ist zur ordnungsgemäßen und vorschriftsgemäßen Aufbewahrung von Waffen und Munition verpflichtet. Waffen sind stets ungeladen (keine Munition in der Waffe oder im in der Waffe befindlichen Magazin) in einem geeigneten Behältnis aufzubewahren. Personen, die in häuslicher Gemeinschaft leben, dürfen ihre Waffen oder Munition in gemeinsam benutzten Behältnissen aufbewahren. Werden Waffen oder Munition mitgenommen und können nicht in einem geforderten Behältnis untergebracht werden (beispielsweise im Hotel während einer Reise), dürfen sie vorübergehend – unter angemessener Aufsicht und Vorkehrungen gegen Abhandenkommen – aufbewahrt werden (beispielsweise durch Verwendung einer Abzugsverriegelung oder durch Entnahme eines wesentlichen Waffenteils).

## Erlaubnispflichtige Schusswaffen
Bei den Anforderungen an die Aufbewahrung von erlaubnispflichtigen Schusswaffen (Erwerb und Besitz nur mit Waffenbesitzkarte möglich) wird zwischen Kurz- und Langwaffen unterschieden.
| Art des Behältnisses                                                     | Anzahl Kurzwaffen | Anzahl Langwaffen |
| ------------------------------------------------------------------------ | ----------------- | ----------------- |
| Widerstandsgrad 0 nach DIN/EN 1143-1 Gewicht ≥ 200 kg oder Verankerung   | 10                | unbegrenzt        |
| Widerstandsgrad 0 nach DIN/EN 1143-1 Gewicht < 200 kg, keine Verankerung | 5                 | unbegrenzt        |
| Widerstandsgrad I nach DIN/EN 1143-1 oder höherer Widerstandsgrad        | unbegrenzt        | unbegrenzt        |

## Bestandsschutz für alte Behältnisse
Aufbewahrungsbehältnisse, die nicht den aktuellen Anforderungen entsprechen, aber bereits vor dem 6. Juli 2017 in Verwendung waren, dürfen weiterhin für die Aufbewahrung verwendet werden. Der Bestandsschutz bleibt bestehen, wenn das Behältnis durch den Tod des bisherigen Waffenbesitzers an den Erben übergeht, sofern der Erbe bereits in häuslicher Gemeinschaft mit dem verstorbenen Waffenbesitzer gelebt hat. Ansonsten kann der Bestandsschutz nicht auf andere Personen übertragen werden.
| Art des Behältnisses                                                                  | Anzahl Kurzwaffen | Anzahl Langwaffen | Munition         |
| ------------------------------------------------------------------------------------- | ----------------- | ----------------- | ---------------- |
| Sicherheitsstufe A nach VDMA 24992 ohne Innenfach                                     | nicht zulässig    | 10                | nein             |
| Sicherheitsstufe A nach VDMA 24992 mit Innenfach (nicht klassifiziert)                | nicht zulässig    | 10                | ja, im Innenfach |
| Sicherheitsstufe A nach VDMA 24992 mit Innenfach Sicherheitsstufe B                   | 5 im Innenfach    | 10                | über Kreuz*      |
| Sicherheitsstufe B nach VDMA 24992 ohne Innenfach Gewicht ≥ 200 kg oder Verankerung   | 10                | unbegrenzt        | nein             |
| Sicherheitsstufe B nach VDMA 24992 ohne Innenfach Gewicht < 200 kg, keine Verankerung | 5                 | unbegrenzt        | nein             |
| Sicherheitsstufe B nach VDMA 24992 mit Innenfach Gewicht ≥ 200 kg oder Verankerung    | 10                | unbegrenzt        | über Kreuz*      |
| Sicherheitsstufe B nach VDMA 24992 mit Innenfach Gewicht < 200 kg, keine Verankerung  | 5                 | unbegrenzt        | über Kreuz*      |

* Gemeinsame Aufbewahrung von Waffen und Munition möglich, wenn Munition nicht zu den Waffen passt; siehe Über-Kreuz-Aufbewahrung von Munition.

## Erlaubnisfreie Schusswaffen
Schusswaffen, deren Erwerb und Besitz ohne Waffenbesitzkarte möglich ist (erlaubnisfrei), müssen in einem verschlossenen Behältnis aufbewahrt werden.

## Verbotene Waffen
Aufbewahrung nach Art des verbotenen Gegenstands gemäß Anlage 2 Abschnitt 1 WaffG (Waffenliste)
| Nr. nach Waffenliste | Bezeichnung | Widerstandsgrad 0 nach DIN/EN 1143-1, Gewicht unter 200 kg | Widerstandsgrad 0 nach DIN/EN 1143-1, Gewicht ≥ 200 kg oder Verankerung | Widerstandsgrad I nach DIN/EN 1143-1 oder höherer Widerstandsgrad |
| -------------------- | --- | ---------------------------------------------------------- | ----------------------------------------------------------------------- | ----------------------------------------------------------------- |
| 1.1                  | Waffen nach der Kriegswaffenliste (ohne Kriegswaffeneigenschaft), ausgenommen halbautomatische tragbare Schusswaffen | 5                                                          | 10                                                                      | unbegrenzt                                                        |
| 1.2.1.1              | Vollautomatische Schusswaffen | 5                                                          | 10                                                                      | unbegrenzt                                                        |
| 1.2.1.2              | Vorderschaftrepetierflinten mit einer Gesamtlänge von unter 95 cm bzw. mit Kurzwaffengriff und/oder einer Lauflänge von unter 45 cm | 5                                                          | 10                                                                      | unbegrenzt                                                        |
| 1.2.2                | getarnte Waffen (z. B. Schießkugelschreiber oder Taschenlampenpistolen) | 5                                                          | 10                                                                      | unbegrenzt                                                        |
| 1.2.3                | zerlegbare oder anderweitig verkleinerbare Schusswaffen | 5                                                          | 10                                                                      | unbegrenzt                                                        |
| 1.2.4.1              | für Schusswaffen bestimmte Vorrichtungen zur Zielbeleuchtung (z. B. Zielscheinwerfer oder -punktprojektoren) | unbegrenzt                                                 | unbegrenzt                                                              | unbegrenzt                                                        |
| 1.2.4.2              | Nachtsicht- und Nachtzielgeräte zur Montage auf Schusswaffen, die einen Bildwandler oder eine elektronische Verstärkung besitzen | unbegrenzt                                                 | unbegrenzt                                                              | unbegrenzt                                                        |
| 1.2.4.3              | Magazine für Kurzwaffen mit einer Kapazität von mehr als 20 Patronen (Zentralfeuermunition) | nein                                                       | nein                                                                    | unbegrenzt                                                        |
| 1.2.4.4              | Magazine für Langwaffen mit einer Kapazität von mehr als 10 Patronen (Zentralfeuermunition) | nein                                                       | nein                                                                    | unbegrenzt                                                        |
| 1.2.4.5              | Gehäuse für verbotene Magazine (Nr. 1.2.4.3 und 1.2.4.4) | nein                                                       | nein                                                                    | unbegrenzt                                                        |
| 1.2.5                | mehrschüssige Kurzwaffen in Kaliber kleiner als 6,3 mm, Baujahr ab 1970, außer der Antrieb des Geschosses erfolgt ausschließlich durch den Zündsatz | 5                                                          | 10                                                                      | unbegrenzt                                                        |
| 1.2.6                | halbautomatische Kurzwaffen mit eingebautem Magazin mit einer Kapazität von mehr als 20 Patronen (eingebautes Magazin, Zentralfeuermunition) | nein                                                       | nein                                                                    | unbegrenzt                                                        |
| 1.2.7                | halbautomatische Langwaffen mit eingebautem Magazin mit einer Kapazität von mehr als 10 Patronen (eingebautes Magazin, Zentralfeuermunition) | nein                                                       | nein                                                                    | unbegrenzt                                                        |
| 1.2.8                | in Salutwaffen umgebaute Schusswaffen, die zuvor verbotene Schusswaffen waren | nein                                                       | nein                                                                    | unbegrenzt                                                        |
| 1.3.1                | getarnte Hieb- und Stoßwaffen | unbegrenzt                                                 | unbegrenzt                                                              | unbegrenzt                                                        |
| 1.3.2                | Stahlruten, Totschläger oder Schlagringe | unbegrenzt                                                 | unbegrenzt                                                              | unbegrenzt                                                        |
| 1.3.3                | Wurfsterne | unbegrenzt                                                 | unbegrenzt                                                              | unbegrenzt                                                        |
| 1.3.4                | Gegenstände, bei denen leicht entflammbare Stoffe so verteilt und entzündet werden, dass schlagartig ein Brand entstehen kann; oder in denen unter Verwendung explosionsgefährlicher oder explosionsfähiger Stoffe eine Explosion ausgelöst werden kann | unbegrenzt                                                 | unbegrenzt                                                              | unbegrenzt                                                        |
| 1.3.5                | Gegenstände mit Reiz- oder anderen Wirkstoffen ohne Prüfzeichen, die nicht als gesundheitlich unbedenklich zugelassen sind und/oder deren Reichweite und Sprühdauer unbegrenzt ist                                                                      | unbegrenzt                                                 | unbegrenzt                                                              | unbegrenzt                                                        |
| 1.3.6                | Elektroimpulsgerate (Elektroschocker) ohne Prüfzeichen, die nicht als gesundheitlich unbedenklich zugelassen sind; Distanz-Elektroimpulsgeräte | unbegrenzt                                                 | unbegrenzt                                                              | unbegrenzt                                                        |
| 1.3.7                | Präzisionsschleudern | unbegrenzt                                                 | unbegrenzt                                                              | unbegrenzt                                                        |
| 1.3.8                | Nunchakus u. ä. | unbegrenzt                                                 | unbegrenzt                                                              | unbegrenzt                                                        |
| 1.4.1                | Fallmesser; Springmesser, bei denen die Klinge nicht seitlich aus dem Griff herausspringt, länger als 8,5 cm und zweiseitig geschliffen ist | unbegrenzt                                                 | unbegrenzt                                                              | unbegrenzt                                                        |
| 1.4.2                | Faustmesser | unbegrenzt                                                 | unbegrenzt                                                              | unbegrenzt                                                        |
| 1.4.3                | Butterflymesser | unbegrenzt                                                 | unbegrenzt                                                              | unbegrenzt                                                        |
| 1.4.4                | Elektroimpulsgeräte (Elektroschocker) ohne Prüfzeichen, die zur Verletzung von Tieren geeignet sind, die nicht als gesundheitlich unbedenklich zugelassen sind oder in der Tierhaltung Verwendung finden                                                | unbegrenzt                                                 | unbegrenzt                                                              | unbegrenzt                                                        |

## Munition
Munition für erlaubnispflichtige Schusswaffen darf in Behältnissen mit Zertifizierung nach DIN/EN 1143-1 gemeinsam mit den Waffen aufbewahrt werden. In Behältnissen mit Zertifizierung nach VDMA 24992 (sofern Bestandsschutz) darf nur solche Munition gemeinsam mit Schusswaffen aufbewahrt werden, die nicht zu den Waffen passt. Die Mindestanforderung an die Aufbewahrung von erlaubnispflichtiger Munition (falls nicht im Waffenschrank möglich) ist ein Stahlblechbehältnis mit einem Schwenkriegelschloss (oder besser).
Munition für erlaubnisfreie Schusswaffen muss in einem verschlossenen Behältnis aufbewahrt werden; hierbei ist die Aufbewahrung gemeinsam mit den dazugehörigen Waffen möglich.
Munition für verbotene Waffen muss in einem Behältnis mit Zertifizierung nach DIN/EN 1143-1 aufbewahrt werden.

### Über-Kreuz-Aufbewahrung von Munition
Grundsätzlich darf Munition in alten Behältnissen (nach VDMA 24992) nicht gemeinsam mit den Waffen aufbewahrt werden, außer sie wird in einem abschließbaren Innenfach (von den Waffen räumlich getrennt) untergebracht. Werden im Innenfach Kurzwaffen aufbewahrt, darf dort keine zu den Waffen gehörende Munition aufbewahrt werden. Haben die innerhalb und außerhalb des Innenfachs aufbewahrten Lang- und Kurzwaffen unterschiedliche Kaliber, ist so eine Über-Kreuz-Aufbewahrung der Munition möglich. Dies gilt entsprechend, wenn mehrere Behältnisse eingesetzt werden. Ist die Über-Kreuz-Aufbewahrung von Munition nicht möglich, beispielsweise weil sich die Kaliber der Waffen überschneiden, ist für die Munition ein getrenntes Stahlblechbehältnis mit einem Schwenkriegelschloss (oder besser) erforderlich.
Die Regelung, dass Munition zu Kurzwaffen, die im B-Innenfach eines Behältnisses mit Sicherheitsstufe A nach VDMA 24992 aufbewahrt werden, mit den Kurzwaffen im B-Innenfach aufbewahrt werden dürfen, ist seit 6. Juli 2017 nicht mehr gültig.

## Wesentliche Waffenteile und Schalldämpfer
Für zu Schusswaffen gehörende wesentliche Waffenteile und Schalldämpfer gelten grundsätzlich die gleichen Anforderungen an die Aufbewahrung, wie für die komplette Schusswaffe selbst. Sofern einzelne Waffenteile nicht zu einer (weiteren) kompletten Waffe zusammengesetzt werden können, werden die Teile jedoch nicht zur maximalen Anzahl an aufzubewahrenden Waffen hinzugezählt.

## Nachweispflicht
Wer Waffen oder Munition besitzt, die nicht erlaubnisfrei sind, oder den Antrag auf eine Waffenbesitzkarte stellt, hat der Waffenbehörde unaufgefordert einen Nachweis über den Besitz eines geeigneten Behältnisses zur Aufbewahrung vorzulegen. Bis 2009 war der Nachweis nur erforderlich, sofern dieser von der Waffenbehörde angefordert wurde; aus der sogenannten „Holschuld“ wurde somit eine „Bringschuld“.

## Kontrolle
Die Waffenbehörden sind dazu berechtigt, durch eine unangekündigte Vor-Ort-Kontrolle die ordnungsgemäße Aufbewahrung zu überprüfen. Der Waffenbesitzer hat hierzu der Behörde Zutritt zu den Räumlichkeiten zu gestatten. Eine Durchsuchung gegen den Willen des Waffenbesitzers kann jedoch nicht durchgesetzt werden, solange keine dringenden Gefahren für die öffentliche Sicherheit bestehen. Bei der Kontrolle werden die Daten des verwendeten Behältnisses sowie die der Waffen mit dem Aktenbestand der Behörde abgeglichen; hierbei wird auch die Vollständigkeit der registrierten Waffen überprüft, wodurch außerdem auffallen würde, wenn illegale Waffen vorhanden wären.